# ان‌جی‌سی ۲۵۷

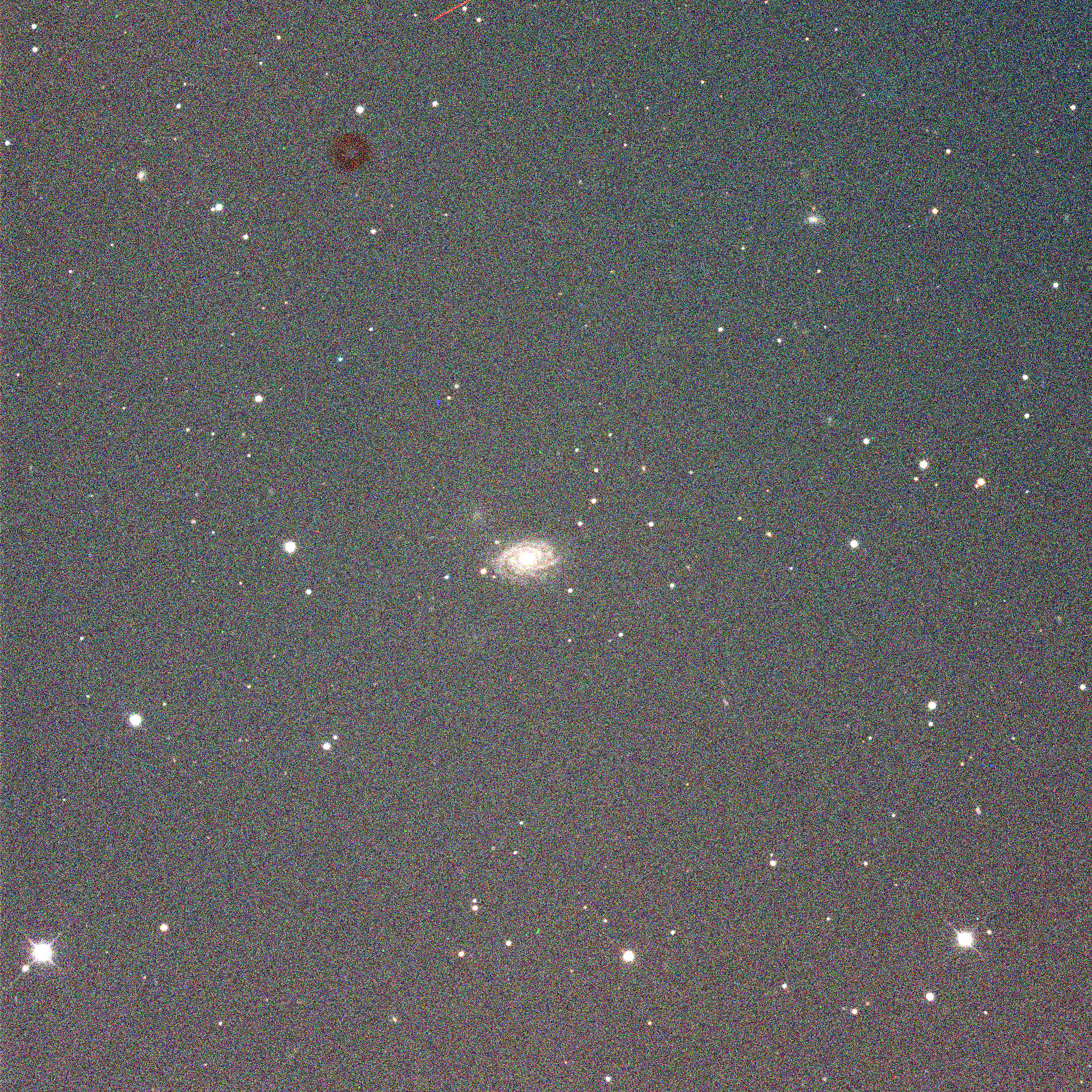
عکسی با رنگ واقعی از کهکشان ان جی سی ۲۵۷ (NGC 257) که با سه فیلتر (قرمز/آبی/سبز) در سال 2012 توسط تلسکوپ PROMPT2 در شیلی گرفته شد

ان‌جی‌سی ۲۵۷ (انگلیسی: NGC 257) نام یک کهکشان است.